# Samar (Izrael)
Samar (hebrejsky סָמָר‎, v oficiálním přepisu do angličtiny Samar) je vesnice typu kibuc v Izraeli, v Jižním distriktu, v Oblastní radě Chevel Ejlot.

## Geografie
Leží v nadmořské výšce 89 metrů v jižní části údolí vádí al-Araba, cca 130 kilometrů od jižního břehu Mrtvého moře. Západně od obce se prudce zvedá aridní oblast pouště Negev.
Obec se nachází 180 kilometrů od břehu Středozemního moře, cca 250 kilometrů jihovýchodně od centra Tel Avivu, cca 216 kilometrů jižně od historického jádra Jeruzalému a 32 kilometrů severoseverovýchodně od města Ejlat. Samar obývají Židé, přičemž osídlení v tomto regionu je etnicky převážně židovské. Obec je jen 3 kilometry vzdálena od mezinárodní hranice mezi Izraelem a Jordánskem.
Samar je na dopravní síť napojen pomocí dálnice číslo 90. Poblíž vesnice se nalézá menší letiště.

## Dějiny
Samar byl založen v roce 1976. Jeho zakladateli byla skupina obyvatel již etablovaných kibuců, napojených na mládežnickou sionistickou organizaci ha-Šomer ha-ca'ir.
Jméno vesnice je odvozeno o arabského názvu lokální byliny rostoucí v poušti. Jde o jednu z mála vesnic typu kibuc v Izraeli, které si uchovávají výrazné rysy kolektivismu. V obci funguje plavecký bazén a sportovní areály.

## Demografie
Obyvatelstvo kibucu je sekulární. Podle údajů z roku 2014 tvořili naprostou většinu obyvatel v Samar Židé – cca 200 osob (včetně statistické kategorie "ostatní", která zahrnuje nearabské obyvatele židovského původu ale bez formální příslušnosti k židovskému náboženství, cca 300 osob).
Jde o menší obec vesnického typu s dlouhodobě stagnující populací. K 31. prosinci 2014 zde žilo 269 lidí. Během roku 2014 populace klesla o 0,7 %.
| Rok            | 1983 | 1995 | 2001 | 2003 | 2004 | 2005 | 2006 | 2007 | 2008 | 2009 | 2010 | 2011 | 2012 | 2013 | 2014 |
| -------------- | ---- | ---- | ---- | ---- | ---- | ---- | ---- | ---- | ---- | ---- | ---- | ---- | ---- | ---- | ---- |
| Počet obyvatel | 58   | 128  | 189  | 205  | 211  | 204  | 213  | 219  | 221  | 262  | 262  | 272  | 273  | 271  | 269  |